# Alwin Schrader
Alvim Schrader (Blumenau, 26 de dezembro de 1869 – Alemanha, 9 de março de 1945) foi um político brasileiro.
Filho dos imigrantes alemães Ferdinand Schrader e Auguste Hahn Schrader. Casou-se com Elise Hosang. Estudou em Gotha, Alemanha.
Foi superintendente (prefeito) municipal de Blumenau, em três legislaturas, 1903-1906, 1907-1911 e 1911-1915. Foi deputado à Assembleia Legislativa de Santa Catarina na 5ª legislatura (1904 — 1906), na 11ª legislatura (1922 — 1924), e na 12ª legislatura (1925 — 1927).